# Sam Millington
Simeon Millington, detto Sam (23 settembre 1896 – ...), è stato un calciatore britannico, di ruolo portiere.

## Carriera

### Giocatore
Nel 1926 Millington firmò un contratto con il Chelsea, con il quale giocò per le sei stagioni successive, disputando la maggior parte degli incontri da titolare e contribuendo notevolmente alla promozione in First Division del club. Verso la fine della sua carriera con la maglia dei Blues, si vide soffiato il posto di miglior portiere della squadra da Vic Woodley.

## Curiosità
- Millington apparve (da comparsa) nel film "The Great Game" assieme ad altre star del Chelsea dell'epoca, quali Jack Cock, George Mills e Andrew Wilson.[1]